# Bullata matthewsi
Bullata matthewsi, tên tiếng Anh: Matthew's marginella, là một loài ốc biển, là động vật thân mềm chân bụng sống ở biển trong họ Marginellidae, họ ốc mép.

## Miêu tả
Loài này có kích thước giữa 40 mm và 53 mm

## Phân bố
Chúng phân bố ở Đại Tây Dương dọc theo miền bắc Brasil.